# E&G Films
E&G Films (株式会社イージー・フイルム) - nieistniejące japońskie studio animacji z siedzibą w Tokio

## Historia
Studio powstało w 1971 r jako Easy World Pro Co., Ltd. przez Shiro Muratę (byłego pracownika Toei Animation) i Kojiego Hagiwarę. Ściśle współpracowało jako subkontraktor z Tezuka Productions, Shin-Ei Animation i Magic Bus. Oficjalnie, 21 lipca 1986 r firma uległa przekształceniu w spółkę akcyjną. W lipcu 1988 r nastąpił mariaż ze studiem fotografii Lucky More (założonym przez Nobuo Koyamę i Akitaro Daichi'ego), dając początek Easy Film Co., Ltd. (lepiej znane jako E&G Films). Mariaż przyczynił się do rozpoczęcia przez studio produkcji własnych tytułów, w czym pomóc miało utworzenie w 1990 r/październiku 1991 r  oddziału w Dżakarcie, w Indonezji, Junta Buntaka Cartoon Films (JBCF), zatrudniając 200 pracowników. Nawiązano w latach 90. współpracę z Kadokawa Shoten Group (wydawnictwo książkowe) i King Records (wydawnictwo muzyczne), przy projektach tzw. media mix. Projekty typu media mix borykały się z krótkim okresem od planowania produkcji do emisji, co w konsekwencji wiązało się z ograniczonymi nakładami na budżet serialu, presją czasu i wynikającej z niej niskiej jakości animacji. Najbardziej rozpoznawalnym owocem tej metody i najpopularniejszym na Zachodzie projektem E&G Films, jest seria Slayers (na literackim pierwowzorze powstał serial oraz płyty muzyczne z utworami nagrywanymi przy udziale obsady serialu; za filmy pełnometrażowe oraz OVA odpowiadało studio J.C Staff, koproducent serialu). Adaptacja prozy Hajime Kanzakiego wyemitowana po raz pierwszy na antenie TV Tokyo w 1995 r okazała się dużym sukcesem i doczekała się dwóch kontynuacji o podtytułach NEXT i TRY. Po zakończeniu emisji, E&G Films podjęło się adaptacji innej powieści Kanzakiego - Lost Universe. Seria niesławnie zasłynęła z tzw. "yashigani hofuru" (dosł. krab kokosowy), gdzie jeden z odcinków serialu został fatalnie wykonany, co przyczyniło się do zawarcia przez stację telewizyjną w trakcie pierwotnej emisji planszy z oficjalnymi przeprosinami za niedokończoną pracę. Niska jakość była spowodowana pożarem w studiu produkcyjnym E&G Films, który pochłonął część negatywów, co wymusiło pośpieszne zlecenie prac zewnętrznej firmie. które trafiło do koreańskiego San-Ho Animation - ten opierał się wyłącznie na bazowych szkicach wysłanych przez E&G Films i został wykonany w ekstremalnie krótkim terminie realizacji.
Wydarzenia te odbiły się na reputacji studia. Dalsze projekty pomimo opierania się na dziełach znanych twórców mang, nie osiągnęły porównywalnej popularności, co seria Slayers. Chwaliło się pozyskaniem technologii Computer Animation Production System (CAPS) z zamiarem jej zastosowania w przyszłych tytułach, m.in. Inspector Fabre. Ostatnia praca studia, Barom One,  zakończyła emisję w marcu 2003 r, po czym studio po cichu rozwiązano. Oficjalnie, jako podmiot widniał jako aktywny gospodarczo do stycznia 2025 r, kiedy to zakończono prowadzenie rejestru.

## Wyprodukowane tytuły
Opracowane na podstawie źródła : Anime News Network

### jako Easy World Pro
| Tytuł                                                            | Rok         | Klient                                           | Gatunek/Stacja nadawcza             | Rola |
| ---------------------------------------------------------------- | ----------- | ------------------------------------------------ | ----------------------------------- | --- |
| Akado Suzunosuke                                                 | 1972-1973   | TMS Entertainment                                | Fuji TV                             | Animacja końcowa (Finish Animation) (odc. 6, 10-11, 14, 16, 20, 22, 24, 28, 32, 34, 39, 41, 45, 48, 51) |
| Karate Master                                                    | 1973 - 1974 | TMS Entertainment; Tokyo Animation               | TV Asahi                            | Kolor (Paint) (odc. 1-30, 32-47)                                                                        |
| Teppei                                                           | 1977 - 1978 | Nippon Animation; Shin-Ei Animation              | Fuji TV                             | Współpraca produkcyjna (Production Cooperation) (7 odcinków)                                            |
| Lupin III: The Mystery of Mamo                                   | 1978        | TMS Entertainment                                | Nihon Terebi Hōsōmō                 | Animacja końcowa (Finish Animation)                                                                     |
| Jeanie with the Light Brown Hair                                 | 1979        | Dax International; Anime City; Dōwa-Sha          | Tokyo 12                            | Animacja końcowa (Finish Animation) (odc. 2- ok. 12)                                                    |
| Nobara no Julie                                                  | 1979        | Dax International; Dōwa-Sha                      | TV Tokyo                            | Animacja końcowa (Finish Animation) (6 odcinków)                                                        |
| Lupin III: The Castle of Cagliostro                              | 1979        | TMS Entertainment; Telecom Animation Film        | film kinowy                         | Tusz i kolorowanie (Ink & Paint)                                                                        |
| Paris no Isabelle                                                | 1979        | Dax International; Anime City; Dōwa-Sha          | TV Tokyo                            | Animacja końcowa (Finish Animation) (odc. 1, 3, 5, 7, 9, 11, 13)                                        |
| Aim for the Ace!                                                 | 1979        | TMS Entertainment                                | film kinowy                         | Współpraca produkcyjna (Production Cooperation)                                                         |
| Doraemon                                                         | 1979        | Shin-Ei Animation;                               | TV Asahi                            | Animacja końcowa (Finish Animation)                                                                     |
| Ganbare!! Tabuchi0-kun!!                                         | 1979        | TMS Entertainment                                | film kinowy                         | Kolor (Paint)                                                                                           |
| Róża Wersalu                                                     | 1979 - 1980 | TMS Entertainment                                | Nippon TV                           | Kolor (Paint) (17 odcinków)                                                                             |
| Ganbare!! Tabuchi0-kun!! Gekito Pennant Race                     | 1980        | TMS Entertainment                                | film kinowy                         | Kolor (Paint)                                                                                           |
| Doraemon the Movie: Nobita's Dinosaur                            | 1980        | Shin-Ei Animation                                | film kinowy                         | Współpraca produkcyjna (Production Cooperation)                                                         |
| Phoenix 2772 - Space Firebird                                    | 1980        | Tezuka Productions; TMS Entertainment            | film kinowy                         | Współpraca produkcyjna (Production Cooperation)                                                         |
| The White Whale of Mu                                            | 1980        | TMS Entertainment                                | YTV                                 | Animacja końcowa (Finish Animation)                                                                     |
| Toward the Terra                                                 | 1980        | Toei Animation                                   | film kinowy                         | Współpraca produkcyjna (Production Cooperation)                                                         |
| Shin Tetsujin 28                                                 | 1980        | TMS Entertainment                                | Nippon TV                           | Animacja końcowa (Finish Animation)                                                                     |
| Astro Boy                                                        | 1980        | Tezuka Productions                               | Nippon TV                           | Animacja końcowa (Finish Animation) (odc. 1)                                                            |
| Hoero! Bun Bun                                                   | 1980 - 1981 | Wako Productions                                 | Tokyo TV                            | Animacja końcowa (Finish Animation)                                                                     |
| Tondemo Senshi Muteking                                          | 1980 - 1981 | Tatsunoko Production                             | Fuji TV                             | Kolor (Paint)                                                                                           |
| Kaibutsu-kun                                                     | 1980 - 1982 | Shin-Ei Animation                                | TV Asahi                            | Animacja końcowa (Finish Animation) (13 odcinków)                                                       |
| Jarinko Chie                                                     | 1981        | TMS Entertainment ; Telecom Animation Film       | film kinowy                         | Animacja końcowa (Finish Animation)                                                                     |
| Doraemon the Movie: The Record of Nobita's Spaceblazer           | 1981        | Shin-Ei Animation                                | film kinowy                         | Współpraca produkcyjna (Production Cooperation)                                                         |
| Doraemon the Movie: What Am I for Momotaro                       | 1981        | Shin-Ei Animation                                | film kinowy                         | Współpraca produkcyjna (Production Cooperation)                                                         |
| Doraemon the Movie: Nobita in the Haunts of Evil                 | 1982        | Shin-Ei Animation                                | film kinowy                         | Współpraca produkcyjna (Production Cooperation)                                                         |
| Dr. Slump: Hoyoyo! Space Adventure                               | 1982        | Toei Animation                                   | film kinowy                         | Wsparcie produkcyjne (Production Assistance)                                                            |
| Future War Year 198X                                             | 1982        | Toei Animation                                   | film TV                             | Współpraca produkcyjna (Production Cooperation)                                                         |
| Game Center Arashi                                               | 1982        | Shin-Ei Animation                                | Nippon TV                           | Animacja końcowa (Finish Animation) (16 odcinków)                                                       |
| Space Adventure Cobra - The Movie                                | 1982        | TMS Entertainment                                | film kinowy                         | Tusz i kolor (Ink & Paint)                                                                              |
| Ochamegami Monogatari Korokoro Poron                             | 1982 - 1983 | Kokusai Eigasha                                  | Fuji TV                             | Animacja końcowa (Finish Animation) (odc. 15)                                                           |
| Inspektor Gadget                                                 | 1983 - 1985 | KK. C&D Asia; TMS Entertainment                  | serial                              | Animacja (Studio)                                                                                       |
| Ninja Hattori-kun NinxNin Furusato Daisakusen no Maki            | 1983        | Shin-Ei Animation                                | film kinowy                         | Współpraca przy produkcji animacji (Animation Production Cooperation)                                   |
| Boso przez Hiroszimę                                             | 1983        | Madhouse                                         | film kinowy                         | Współpraca przy animacji końcowej (Finishing Cooperation)                                               |
| Doraemon the Movie: Nobita and the Castle of the Undersea Devil  | 1983        | Shin-Ei Animation                                | film kinowy                         | Współpraca produkcyjna (Production Cooperation)                                                         |
| Manga Nihonshi                                                   | 1983 - 1984 | Tsuchida Production                              | Nippon TV                           | Kolor (Paint) (26 odcinków)                                                                             |
| Perman                                                           | 1983 - 1985 | Shin-Ei Animation                                | TV Asahi                            | Animacja końcowa (Finish Animation_                                                                     |
| Kapitan Jastrząb                                                 | 1983-1986   | Tsuchida Production                              | TV Tokyo                            | Kolorowanie (Painting)                                                                                  |
| Oyoneko Boonyan                                                  | 1984        | Shin-Ei Animation                                | TV Asahi                            | Animacja końcowa (Finish Animation)                                                                     |
| Nausicaä z Doliny Wiatru                                         | 1984        | Top Craft                                        | film kinowy                         | Animacja końcowa (Finish Animation)                                                                     |
| Kuroi Ame ni Utarete                                             | 1984        | Tsuchida Production                              | film kinowy                         | Wsparcie przy kolorowaniu (Paint Assistance)                                                            |
| Lensman                                                          | 1984        | Madhouse                                         | film kinowy                         | Współpraca przy animacji końcowej (Animation Finishing Cooperation)                                     |
| Glass Mask                                                       | 1984        | Eiken                                            | Nippon TV                           | Kolor (Paint) (odc. 12)                                                                                 |
| Baggy                                                            | 1984        | Tezuka Productions; Sanrio; Nippon TV            | film TV                             | Animacja końcowa (Finish Animation)                                                                     |
| Doraemon the Movie: Nobita's Great Adventure into the Underworld | 1984        | Shin-Ei Animation                                | film kinowy                         | Współpraca produkcyjna (Production Cooperation)                                                         |
| Chikkkun Takkun                                                  | 1984        | Pierrot                                          | Fuji TV                             | Animacja końcowa (Finish Animation)                                                                     |
| Galactic Patrol Lensman                                          | 1984 - 1985 | Madhouse                                         | TV Asahi                            | Animacja końcowa (Finish Animation)                                                                     |
| Magical Fairy Persia                                             | 1984 - 1985 | Pierrot                                          | Nippon TV                           | Animacja końcowa (Finish Animation) (odc. 1-7)                                                          |
| The Dagger of Kamui                                              | 1985        | Madhouse                                         | film kinowy                         | Wsparcie przy malowaniu klatek/celuloidów (Cel Painting Assistance                                      |
| Dirty Pair                                                       | 1985        | Studio Nue; Sunrise; \|Bandai Channel; Nippon TV | Animacja końcowa (Finish Animation) | |
| Dirty Pair: Affair on Nolandia                                   | 1985        | Studio Nue; Sunrise                              | OVA                                 | Animacja końcowa (Finish Animation)                                                                     |
| Greed                                                            | 1985        | Bebow; Filmlink International                    | OVA                                 | Wsparcie przy animacji końcowej (Finish Assistance)                                                     |
| Doraemon the Movie: Nobita's Little Space War                    | 1985        | Shin-Ei Animation                                | film kinowy                         | Współpraca produkcyjna (Production Cooperation)                                                         |
| Love Position - The Legend of Halley                             | 1985        | Sunshine Corporation                             | OVA                                 | Animacja końcowa (Finish Animation)                                                                     |
| Megazone 23                                                      | 1985        | Tatsunoko Production; AIC; Artmic                | OVA                                 | Animacja końcowa (Finish Animation)                                                                     |
| Lupin III: The Legend of the Gold of Babylon                     | 1985        | TMS Entertainment                                | film kinowy                         | Animacja końcowa (Finish Animation)                                                                     |
| Night on the Galactic Railroad                                   | 1985        | Group TAC                                        | film kinowy                         | Animacja końcowa (Finish Animation)                                                                     |
| Ninja Hattori-kun + Perman Ninja Kaijū Jippō VS Miracle Tamago   | 1985        | Shin-Ei Animation                                | film kinowy                         | Wsparcie produkcyjne (Production Assistance)                                                            |
| High School! Kimengumi                                           | 1985 - 1987 | Studio Comet                                     | Fuji TV                             | Animacja końcowa (Finish Animation) (11 odcinków)                                                       |
| Doraemon the Movie: Nobita aand the Steel Troops                 | 1986        | Shin-Ei Animation                                | film kinowy                         | Wsparcie produkcyjne (Production Assistance)                                                            |
| Call Me Tonight                                                  | 1986        | AIC                                              | OVA                                 | Animacja końcowa (Finish Animation)                                                                     |
| Megazone 23 Part II                                              | 1986        | Tatsunoko Production; AIC; Artmic                | OVA                                 | Animacja końcowa (Finish Animation)                                                                     |
| Prefectural Earth Defense Force                                  | 1986        | Gallop                                           | OVA                                 | Animacja końcowa (Finish Animation)                                                                     |
| Tobira o Akete                                                   | 1986        | Magic Bus                                        | film kinowy                         | Animacja końcowa (Finish Animation)                                                                     |
| Yotoden (Magiczny Miecz Ninja)                                   | 1987        | J.C.Staff                                        | OVA                                 | Animacja końcowa (Finish Animation) (odc. 1)                                                            |
| Yume kara, Samenai                                               | 1987        | Shaft                                            | OVA                                 | Animacja końcowa (Finish Animation); Sekwencje animacji (In-Between Animation)                          |
| Tsuide ni Tonchinkan                                             | 1987 - 1988 | Studio Comet                                     | Fuji TV                             | Sekwencje animacji (In-Between Animation)                                                               |
| Salamander                                                       | 1987- 1988  | Pierrot                                          | OVA                                 | Wsparcie produkcyjne (Production Assistance) (odc. 1)                                                   |
| Harbor Light Story - Fashin Lala yori                            | 1988        | Pierrot                                          | OVA                                 | Animacja końcowa (Finish Animation)                                                                     |
| Akira                                                            | 1988        | TMS Entertainment                                | film kinowy                         | Tusz i Farba (Ink & Paint)                                                                              |
| Legend of the Galactic Heroes: My Coonquest is the Sea od Stars  | 1988        | Kitty Films                                      | film kinowy                         | Wsparcie przy animacji (Animation Assistance)                                                           |
| Utsunomiko                                                       | 1989        | Nippon Animation                                 | film kinowy                         | Animacja końcowa (Finish Animation)                                                                     |

### jako Lucky More
|                                   | Rok       | Klient                                                 | Format      | Rola               |
| --------------------------------- | --------- | ------------------------------------------------------ | ----------- | ------------------ |
| Urusei Yatsura OVA                | 1985-1991 | Magic Bus; Studio Deen                                 | OVA         | Zdjęcia            |
| Cosmos Pink Shock                 | 1986      | AIC                                                    | OVA         | Zdjęcia            |
| Gall Force - Eternal Story        | 1986      | AIC; Animate; ARTMIC                                   | film kinowy | Zdjęcia            |
| Guyver: Out of Control            | 1986      | AIC; Artland; Only For A Lite                          | OVA         | Kinematografia     |
| Grey: Digital Target              | 1986      | Ashi Productions                                       | film kinowy | Zdjęcia            |
| Megazone 23 Part II               | 1986      | Tatsunoko Production                                   | OVA         | Filmowanie         |
| They Were 11                      | 1986      | Magic Bus                                              | film kinowy | Zdjęcia            |
| Black Magic M-66                  | 1987      | AIC Animate                                            | OVA         | Zdjęcia            |
| Crystal Triangle                  | 1987      | Animate                                                | OVA         | Zdjęcia            |
| Daimaju Gekito Hagane no Oni      | 1987      | AIC                                                    | OVA         | Zdjęcia            |
| Relic Armor Legaciam              | 1987      | AIC; A.P.P.P.; Ashi Productions; West Cape Corporation | OVA         | Wsparcie zdjęciowe |
| Dragon''s Heaven                  | 1988      | Youmex                                                 | OVA         | Zdjęcia            |
| Spirit Warrior                    | 1988      | AIC                                                    | OVA         | Wsparcie zdjęciowe |
| Grobowiec świetlików              | 1988      | Studio Ghibli                                          | film kinowy | Zdjęcia            |
| Urusei Yatsura: The Final Chapter | 1988      | Kitty Films                                            | film kinowy | Zdjęcia            |
| Maroko                            | 1990      | Pierrot                                                | film kinowy | Zdjęcia            |

### jako E&G Films

#### Produkcja
| Tytuł                                     | Rok       | Stacja Telewizyjna | Uwagi |  |
| ----------------------------------------- | --------- | ------------------ | --- |  |
| Kama Sutra                                | 1991      | OVA                | Produkcja, Współpraca produkcyjna (Production Cooperation)                                                        |  |
| Ishii Hisaichi no Daiseikai               | 1991      | OVA                | Produkcja animacji (Animation Production)                                                                         |  |
| Joker - Marginal City                     | 1992      | OVA                | Produkcja animacji (Animation Production), Zdjęcia (Photography), Współpraca produkcyjna (Production Cooperation) |  |
| Ah! Harimanada                            | 1992      | TV Tokyo           | Animacja (odc. 1-15, 17), Production (Produkcja)                                                                  |  |
| The Wonderful Galaxy of Oz                | 1992-1993 | TXN                | Animacja, Produkcja animacji (Animation Production)                                                               |  |
| O czym szumią wierzby                     | 1993-1994 | TV Tokyo           | Produkcja animacji (Animation Production)                                                                         |  |
| Thunder Jet: Raiders of the Galaxy Empire | 1994      | TV Tokyo           | Produkcja animacji (Animation Production), Zdjęcia (Photography)                                                  |  |
| Tobe! Pegasus: Kokoro ni Goal ni Shoot    | 1995      | film kinowy        | Produkcja animacji (Animation Production)                                                                         |  |
| Slayers                                   | 1995      | TV Tokyo           | Produkcja animacji (Animation Production)                                                                         |  |
| El-Hazard: The Wanderers (TV)             | 1995-1996 | TV Tokyo           | Koprodukcja z Anime International Company i Oniro                                                                 |  |
| Slayers NEXT                              | 1996      | TV Tokyo           | Produkcja animacji (Animation Production)                                                                         |  |
| Slayers TRY                               | 1997      | TV Tokyo           | Produkcja animacji (Animation Production)                                                                         |  |
| El Hazard 2 - The Magnificent World       | 1997      | OVA                | Koprodukcja z Anime International Company; Sekwencje animacji (In-Between Animation) (odc. 3), Paint (ep 3)       |  |
| Fortune Quest L                           | 1997-1998 | TV Tokyo           | Produkcja animacji (Animation Production)                                                                         |  |
| Dark Cat                                  | 1998      | film kinowy        | Koprodukcja z Agent 21 i Nikkatsu Corporation                                                                     |  |
| Lost Universe                             | 1998      | TV Tokyo           | Produkcja animacji (Animation Production), Produkcja grafiki komputerowej (Digital Production)                    |  |
| Inspector Fabre                           | 2000      | NHK                | Produkcja animacji (Animation Production); Oparte na "Z życia owadów"                                             |  |
| Muteki Ō Tri-Zenon                        | 2000-2001 | TBS                | Produkcja animacji (Animation Production)                                                                         |  |
| Memories Off                              | 2001-2002 | OVA                | Produkcja animacji (Animation Production)                                                                         |  |
| Genma Wars: Eve of Mythology              | 2002      | AT-X               | Produkcja animacji (Animation Production)                                                                         |  |
| Wild 7 Another                            | 2002      | TV                 | Produkcja animacji (Animation Production)                                                                         |  |
| Psychic Academy                           | 2002-2003 | ONA                | Produkcja animacji (Animation Production)                                                                         |  |
| Barom One                                 | 2002-2003 | AT-X               | Produkcja animacji (Animation Production)                                                                         |  |

#### Subkontraktor
| Tytuł                                                               | Rok produkcji   | Klient                                                                              | Stacja telewizyjna/format                                                   | Rola |
| ------------------------------------------------------------------- | --------------- | ----------------------------------------------------------------------------------- | --------------------------------------------------------------------------- | --- |
| 21 Emon: Uchū e Irasshai!                                           | 1981            | Shin-Ei Animation                                                                   | film kinowy                                                                 | Production Assistance (Wsparcie produkcji) |
| Igano Kabamaru                                                      | 1983            | Group TAC                                                                           | Nippon TV                                                                   | Animacja końcowa (Finish Animation) |
| (The) Chocolate Panic Picture Show                                  | 1985            | GAINAX                                                                              | OVA                                                                         | Animacja końcowa (Finish Animation) |
| Lunn Flies into the Wind                                            | 1985            | Tezuka Productions                                                                  | OVA                                                                         | Animacja końcowa (Finish Animation) |
| Urusei Yatsura                                                      | 1985 - 1991     | Magic Bus; Studio Deen                                                              | OVA                                                                         | Animacja końcowa (Finish Animation) (odc. 4), Zdjęcia (Photography), |
| Treasure Island                                                     | 1987            | TMS Entertainment                                                                   | film                                                                        | Animacja końcowa (Finish Animation) |
| Taiman Blues: Shimizu Naoto Hen                                     | 1987            | Magic Bus                                                                           | OVA                                                                         | Zdjęcia (Photography) (odc. 2) |
| Manga Nihon Keizai Nyūmon                                           | 1987-1988       | Knack                                                                               | TV Tokyo                                                                    | Sekwencje animacji (In-Between Animation) (odc. 8), Kluczowa animacja (Key Animation) (odc. 8) |
| Harbor Light Story                                                  | 1988            | Pierrot                                                                             | OVA                                                                         | Animacja końcowa (Finish Animation) |
| Mahjong Hishō-den - Naki no Ryū (OAV)                               | 1988            | Gainax; Magic Bus                                                                   | OVA                                                                         | Zdjęcia (Photography) (odc. 2) |
| Kung Fu Boy                                                         | 1988            | Asatsu; Ashi Productions                                                            | Tokyo MX TV Asashi                                                          | Współpraca przy produkcji animacji (Animation Production Cooperation) (odc. 15, 19), Animacja końcowa (Finish Animation) (odc. 2, 5, 14, 19), Zdjęcia (Photography) (odc. 15, 19)                                                                      |
| Sonic Soldier Borgman                                               | 1988            | Ashi Productions; Yomiko Advertising                                                | NNS                                                                         | Kluczowa animacja (Key Animation), Zdjęcia (Photography) (odc. 26) |
| Dragon's Heaven                                                     | 1988            | Youmex; AIC Artmic;                                                                 | OVA                                                                         | Sekwencje animacji (In-Between Animation) |
| Salamander                                                          | 1988            | Pierrot                                                                             | OVA                                                                         | Wsparcie produkcyjne (Production Assistance) (odc. 2) |
| Mister Ajikko                                                       | 1988            | Sunrise                                                                             | TV Tokyo                                                                    | Animacja końcowa (Finish Animation) (odc. 51) |
| Gense Shugoshin P-hyoro Ikka                                        | 1988            | Magic Bus; TMS Entertainment                                                        | OVA                                                                         | Animacja końcowa (Finish Animation) (odc. 3) |
| Leina: Wolf Sword Legend                                            | 1988-1989       | Ashi Productions                                                                    | OVA                                                                         | Zdjęcia (Photography), Wsparcie produkcyjne (Production Assistance) (odc. 2) |
| (The) Legend of the Galactic Heroes                                 | 1988-1989; 1997 | Magic Bus; Artland; Kitty Films                                                     | OVA                                                                         | Animacja końcowa (Finish Animation) (odc. 109), Zdjęcia (Photography) (odc. 1-2, 7, 11), Work Assistance (eps 2, 11) |
| Go! Anpanman: The Shining Star's Tear                               | 1989            | TMS Entertainment                                                                   | film kinowy                                                                 | Kolor (Paint) |
| Shuten Dōji                                                         | 1989            | Studio Signal                                                                       | OVA                                                                         | Zdjęcia (Photography) (odc. 3) |
| Vampire Princess Miyu                                               | 1989            | AIC                                                                                 | OVA                                                                         | Animacja końcowa (Finish Animation) (odc. 3) |
| Gosenzo-sama Banbanzai!                                             | 1989            | Pierrot                                                                             | OVA                                                                         | Zdjęcia (Photography) |
| Dark Sea, Moon Shadow                                               | 1989            | Visual'80; Magic Bus                                                                | OVA                                                                         | Zdjęcia (Photography) |
| Bōken Shite mo ii Goro                                              | 1989 -1990      | Knack                                                                               | OVA                                                                         | Animacja końcowa (Finish Animation), Współpraca przy animacji końcowej (Finish Animation Cooperation) Sekwencje animacji (In-Between Animation), Współpraca przy sekwencjach animacji (In-Between Animation Cooperation)                               |
| Riki-Oh: Tōkatsu Jigoku                                             | 1989-1990       | Magic Bus                                                                           | OVA                                                                         | Zdjęcia (Photography) |
| Momotaro Densetsu                                                   | 1989-1990       | Knack                                                                               | TV Tokyo                                                                    | Zdjęcia (Photography) |
| Magical Hat                                                         | 1989-1990       | Pierrot                                                                             | FNS                                                                         | Zdjęcia (Photography) |
| Ranma ½                                                             | 1989-1992       | Studio Deen                                                                         | Fuji TV                                                                     | Zdjęcia (Photography) |
| Obocchama-kun                                                       | 1989-1992       | Shin-Ei Animation                                                                   | TV Asashi                                                                   | Kluczowa animacja (Key Animation), Animacja czołówki i tyłówki (Opening/Ending Animation), Zdjęcia (Photography) |
| Licca-chan Fushigina Fushigina Yunia Monogatari                     | 1990            | Ajia-do Animation Works                                                             | OVA                                                                         | Współpraca przy sekwencjach animacji (In-Between Animation Cooperation) |
| Like the Clouds, Like the Wind                                      | 1990            | Pierrot                                                                             | film kinowy                                                                 | Współpraca zdjęciowa (Photography Cooperation) |
| Luna Varga                                                          | 1990            | Anime International Company; Studio Hakk                                            | OVA                                                                         | Zdjęcia (Photography) |
| Ai to ken Camelot: Mangaka Marina Time Slip                         | 1990            | Ashi Productions; Ajia-do Animation Works                                           | film kinowy                                                                 | Animacja końcowa (Finish Animation) |
| A Wind Named Amnesia                                                | 1990            | Madhouse                                                                            | film kinowy                                                                 | Kolor (Paint) |
| Mister Happy i jego szef (Yaruki Manman)                            | 1990            | Knack                                                                               | OVA                                                                         | Współpraca produkcyjna (Production Cooperation) (odc. 2) |
| Fuma no Kojirou: Seiken Sensou-hen                                  | 1990            | Anime International Company; Animate Film                                           | OVA                                                                         | Zdjęcia (Photography) (odc. 3) |
| New Dream Hunter Rem: The Knights Around Her Bed                    | 1990            | POLARIS; Studio Sign                                                                | OVA                                                                         | Wsparcie przy animacji końcowej (Finish Animation Assistance) |
| Dance till Tomorrow (ASaTTe DaNCE)                                  | 1991            | Knack                                                                               | OVA                                                                         | Współpraca produkcyjna (Production Cooperation) |
| Musashi, the Samurai Lord                                           | 1990-1991       | Pierrot                                                                             | Nippon TV                                                                   | Zdjęcia (Photography) |
| Sukeban Deka                                                        | 1991            | Barrque Inc. Big Bang; Hakusensha J.H. Project; Sido Limited                        | OVA                                                                         | Zdjęcia (Photography) |
| Kekko Kamen                                                         | 1991            | Studio Signal; Bee Media                                                            | OVA                                                                         | Zdjęcia (Photography) |
| Koha Ginjiro                                                        | 1991            | Visual '80; Animate Film                                                            | OVA                                                                         | Sekwencje animacji (In-Between Animation) |
| Ageman to Fukuchin                                                  | 1991            | Knack                                                                               | OVA                                                                         | Współpraca produkcyjna (Production Cooperation) |
| Przygody Syrenki                                                    | 1991            | Telescreen                                                                          | Fuji Eight                                                                  | Montaż (Editing) |
| Ippon Bōchō Mantarō                                                 | 1991            | Animate Film; J.C.Staff                                                             | OVA                                                                         | Zdjęcia (Photography) (odc. 1) |
| Bubblegum Crash                                                     | 1991            | Artland; ARTMIC                                                                     | OVA                                                                         | Wsparcie zdjęciowe (Photography Assistance) (odc. 3) |
| Michite Kuru Toki no Mukō ni                                        | 1991            | Pierrot                                                                             | special; Nippon TV                                                          | Zdjęcia (Photography) |
| Kyukyoku Chojin R                                                   | 1991            | Studio COA                                                                          | OVA                                                                         | Współpraca produkcyjna (Production Cooperation) |
| Lupin the 3rd: Napoleon's Dictionary                                | 1991            | TMS Entertainment                                                                   | special TV NTV                                                              | Zdjęcia (Photography) |
| Yuukan Club                                                         | 1991            | Madhouse                                                                            | OVA                                                                         | Zdjęcia (Photography) (odc. 1) |
| Cleopatra D.C.                                                      | 1991            | J.C.Staff                                                                           | OVA                                                                         | Zdjęcia (Photography) (odc. 3) |
| Ariel Deluxe                                                        | 1991            | Animate; J.C.Staff                                                                  | OAV                                                                         | Zdjęcia (Photography) |
| Doraemon the Movie: Nobita's Dorabian Nights                        | 1991            | Shin-Ei Animation                                                                   | film kinowy                                                                 | Współpraca produkcyjna (Production Cooperation) |
| Dorami-chan: Wow, The Kid Gang of Bandits                           | 1991            | Shin-Ei Animation                                                                   | film kinowy                                                                 | Współpraca produkcyjna (Production Cooperation) |
| Oh! My Konbu                                                        | 1991            | Shaft                                                                               | TBS                                                                         | Zdjęcia (Photography) (odc. 12, 16) |
| Silent Möbius: The Motion Picture                                   | 1991-1992       | Anime International Company                                                         | film kinowy                                                                 | Zdjęcia (Photography) |
| The Heroic Legend of Arslan                                         | 1991            | Animate Film; I.G. Tatsunoko                                                        | OVA                                                                         | Wsparcie zdjęciowe (Photography Assistance) (odc. 1) |
| Nowe przygody Calineczki                                            | 1992            | Märchen-Sha                                                                         | TV Tokyo                                                                    | Zdjęcia (Photography) (odc. 16, 19) |
| Gin no Otoko                                                        | 1992            | J.C.Staff; Visual '80                                                               | OVA                                                                         | Sekwencje animacji (In-Between Animation), Kolor (Paint) |
| E.Y.E.S. of Mars                                                    | 1993            | Toei Animation; Manna Messe In.c                                                    | film kinowy                                                                 | Zdjęcia (Photography) |
| Legend of the Galactic Heroes: Overture to a New War                | 1993            | Kitty Films                                                                         | film kinowy                                                                 | Wsparcie przy kluczowej animacji (Key Animation Assistance) |
| Alien Defender Geo-Armor: Kishin Corps                              | 1993 - 1994     | Anime International Company; Ginga Teikoku                                          | OVA                                                                         | Kolor (Paint) |
| Konpeki no Kantai                                                   | 1993-2003       | J.C.Staff                                                                           | OVA                                                                         | Animacja końcowa (Finish Animation) |
| Yaiba – legendarny samuraj                                          | 1993            | Pastel                                                                              | TV Tokyo                                                                    | Współpraca przy produkcji animacji (Animation Cooperation) (odc. 11, 17, 33), Zdjęcia (Photography) (odc. 11, 17, 33) |
| Key the Metal Idol                                                  | 1994            | Pierrot                                                                             | OVA                                                                         | Animacja końcowa (Finish Animation) (odc 4, 6-7), Sekwencje animacji (In-Between Animation) (odc. 7-8) |
| Mojacko                                                             | 1995            | Oriental Light & Magic                                                              | TV Tokyo                                                                    | Sekwencje animacji (In-Between Animation) (odc. 4) |
| You're Under Arrest                                                 | 1996            | Studio Deen                                                                         | TBS                                                                         | Kolorowanie klatek animacji/celuloidów (Cel Painting), Sekwencje animacji (In-Between Animation) |
| B'tX                                                                | 1996            | TMS Entertainment                                                                   | TBS                                                                         | Sekwencje animacji (In-Between Animation) |
| Bucket de Gohan (Ginpei the Penguin / Meals n the Bucket)           | 1996            | Magic Bus                                                                           | YTV                                                                         | Współpraca produkcyjna (Production Cooperation) (odc. 5, 11, 16) |
| Tenchi the Movie - Tenchi Muyo in Love                              | 1996            | Anime International Company; Mook Animation                                         | film kinowy                                                                 | Sekwencje animacji (In-Between Animation), Kolorowanie (Paint) |
| Kiko-chan Smile                                                     | 1996            | Magic Bus                                                                           | Tokyo Broadcasting System                                                   | Współpraca produkcyjna (Production Cooperation) |
| Rurouni Kenshin                                                     | 1996-1998       | Gallop; Studio Deen                                                                 | Fuji TV                                                                     | Animacja końcowa (Finish Line), Sekwencje animacji (In-Between Animation) |
| Speed Racer X                                                       | 1997            | Tatsunoko Production                                                                | TV Tokyo                                                                    | Animacja końcowa (Finish Animation), Sekwencje animacji (In-Between Animation) |
| Psycho Diver: Soul Siren                                            | 1997            | Madhouse; Studio Junio                                                              | OVA                                                                         | Kolorowanie (Painting) |
| Kero Kero Chime                                                     | 1997            | Studio Comet                                                                        | TV Tokyo                                                                    | Sekwencje animacji (In-Between Animation) |
| Rewolucjonistka Utena                                               | 1997            | J.C.Staff                                                                           | TV Tokyo                                                                    | Kluczowa animacja (Key Animation) (odc. 3), Wsparcie produkcyjne (Production Assistance) (odc. 3) |
| Kishin Dōji Zenki Gaiden: Anki Kitan                                | 1997            | Studio Deen                                                                         | OVA                                                                         | Animacja końcowa (Finish Animation), Sekwencje animacji (In-Between Animation) |
| (The) Doraemons: The Mysterious Thief Dorapan The Mysterious Cartel | 1997            | Shin-Ei Animation                                                                   | film kinowy                                                                 | Sekwencje animacji (In-Between Animation) |
| Gestalt                                                             | 1997            | Tokyo Kids                                                                          | OVA                                                                         | Animacja (Animation) |
| St. Luminous Mission High School                                    | 1998            | Triangle Staff                                                                      | TV Tokyo                                                                    | Współpraca produkcyjna (Production Cooperation) (odc. 5, 9) |
| Legend of Basara                                                    | 1998            | KSS                                                                                 | Chiba Television; Sun TV; Television Kanagawa; Television Saitama Co., Ltd. | Sekwencje animacji (In-Between Animation) (odc. 13) |
| His and Her Circumstances                                           | 1998            | Gainax; J.C.Staff                                                                   | TV Tokyo                                                                    | Kluczowa animacja (Key Animation) (odc. 7, 12), Współpraca produkcyjna (Production Cooperation) (odc. 12-13) |
| Beast Wars II: Super Life-Form Transformers                         | 1998-1999       | Ashi Productions; I Move                                                            | TV-Tokyo                                                                    | Współpraca produkcyjna (Production Cooperation) |
| Totsugeki! Pappara-tai!                                             | 1998-1999       | Magic Bus                                                                           | TV Tokyo                                                                    | Współpraca produkcyjna (Production Cooperation) (odc. 4, 23-24) |
| Starship Girl Yamamoto Yohko                                        | 1999            | J.C.Staff                                                                           | TV Tokyo; TV Osaka                                                          | Wsparcie produkcyjne (Production Assistance) (odc. 7, 14, 20) |
| Doraemon: Nobita's the Night Before a Wedding                       | 1999            | Shin-Ei Animation                                                                   | film kinowy                                                                 | Współpraca produkcyjna (Production Cooperation) |
| Gokudo                                                              | 1999            | Trans Arts                                                                          | TV Tokyo                                                                    | Kompozycja (Composite), Tła (Backgrounds) (odc. 14-22 co najmniej), Animacja końcowa (Finish Animation) (odc. 11), Sekwencje animacji (In-Between Animation) (odc. 11)                                                                                 |
| Sakura Wars 2                                                       | 1999 - 2000     | Radix; Zero-G                                                                       | OVA                                                                         | Composite, Sekwencje animacji (In-Between Animation) |
| Bucky - The Incredible Kid                                          | 1999 - 2000     | Trans Arts                                                                          | TV Tokyo                                                                    | Tła (Backgrounds); Animacja końcowa (Finish Animation) (odc. 5) |
| Now and Then, Here and There                                        | 1999-2000       | AIC                                                                                 | WOWOW                                                                       | Współpraca produkcyjna (Production Cooperation) |
| Gate Keepers                                                        | 2000            | GONZO                                                                               | WOWOW                                                                       | Tła (Backgrounds) |
| Samurai Girl Real Bout High School                                  | 2001            | GONZO                                                                               | Kids Station                                                                | Tła (Backgrounds) |
| Ajimu - Kaigan Monogatari                                           | 2001            | Actas                                                                               | ONA (original net animation); Nifty-serve ISP                               | Tła (Background Art) (odc. 1); Kontrola celuloidów/klatek animacji (Cel Check) (odc. 1); Grafika komputerowa (odc. 1); Animacja końcowa (Finish Animation) (odc. 1); Sekwencje animacji (In-Between Animation) (odc. 1); Zdjęcia (Photography) (odc 1) |
| Alien Nine                                                          | 2001            | J.C.Staff                                                                           | OVA; AT-X                                                                   | Współpraca przy animacji końcowej (Finishing Cooperation) (odc. 2) |
| Sakura Wars: The Movie                                              | 2001            | Production I.G                                                                      | film kinowy                                                                 | Animacja końcowa (Finish Animation) (dział CGI), Sekwencje animacji (In-Between Animation) |
| You're Under Arrest Second Season                                   | 2001            | Studio Deen                                                                         | TBS; Kids Station                                                           | Sekwencje animacji (In-Between Animation) (odc. 3) |
| Beyblade                                                            | 2001            | Madhouse; Nippon Animedia                                                           | TV Tokyo                                                                    | Cyfrowy kolor (Digital Paint), Sekwencje animacji (In-Between Animation) |
| Babel II - Beyond Infinity                                          | 2001            | Vega Entertainment                                                                  | TV Tokyo                                                                    | Animacja końcowa (Finish Animation) (odc. 4), Sekwencje animacji (In-Between Animation) (odc. 4) |
| SoulTaker                                                           | 2001            | Tatsunoko Production; Tatsunoko VCR                                                 | WOWOW                                                                       | Cyfrowy kolor (Digital Paint) (odc. 1, 11), Sekwencje animacji (In-Between Animation) (odc. 1) |
| Offside                                                             | 2001            | Ashi Productions                                                                    | Animax                                                                      | Współpraca produkcyjna (Production Cooperation) (odc 21) |
| Project ARMS                                                        | 2001            | TMS Entertainment; Ariel                                                            | TV Tokyo                                                                    | Kluczowa animacja (Key Animation) (odc. 5) |
| Hellsing                                                            | 2001            | GONZO                                                                               | Fuji TV                                                                     | Animacja (Animation), Wsparcie kompozycyjne (Composite Assistance), Kolor (Paint) |
| Cosmowarrior Zero                                                   | 2001            | Vega Entertainment; Noside                                                          | TV Tokyo                                                                    | Animacja końcowa (Finish Animation) (odc. 9), Sekwencje animacji (In-Between Animation) (odc. 9) |
| Parappa the Rapper                                                  | 2001-2002       | J.C.Staff; M.S.C; Production I.G; Xebec                                             | Fuji TV                                                                     | Sekwencje animacji (In-Between Animation) |
| Cyborg 009 The Cyborg Soldier                                       | 2001-2002       | AIC; Brain’s Base; Mouse; SHAFT; Studio Guts; Studio OX; Studio Z5 ; Toei Animation | TV Tokyo                                                                    | Sekwencje animacji (In-Between Animation) |
| (The) Prince of Tennis                                              | 2002            | Trans Arts; Production I.G                                                          | TV Tokyo                                                                    | Współpraca produkcyjna (Production Cooperation) (odc. 54) |
| Kikō Sen'nyo Rouran                                                 | 2002            | ZEXCS                                                                               | Kids Station                                                                | Sekwencje animacji (In-Between Animation) (odc. 1-8) |
| Hungry Heart - Wild Striker                                         | 2002            | Nippon Animation                                                                    | Animax; Fuji TV                                                             | Kluczowa animacja (Key Animation) (odc. 14) |
| Overman King Gainer                                                 | 2002-2003       | Sunrise; Classic Animation                                                          | Animax; WOWOW                                                               | Sekwencje animacji (In-Between Animation) (odc. 13) |
| Mobile Suit Gundam Seed                                             | 2003            | Sunrise                                                                             | Mainichi Broadcasting System; Tokyo Broadcasting System                     | Kluczowa animacja (Key Animation) (odc. 15-16) |
| Last Exile                                                          | 2003            | GONZO; AIC                                                                          | TV Tokyo                                                                    | Wsparcie zdjęciowe (Photography Assistance) (odc. 3) |
| Nitaboh: Tsugaru Shamisen Shiso Gaibun                              | 2004            | Wao World                                                                           | film kinowy                                                                 | Współpraca przy produkcji animacji (Animation Cooperation) |

## Bintang Jenaka Cartoon Films
Zostało założone przez E&G Films w październiku 1991 r  jako oddział produkcyjny w Dżakarcie, w Indonezji, Junta Buntaka Cartoon Films (JBCF), zatrudniając 200 pracowników. Poza dostarczaniem animacji dla produkcji japońskiego studia, dostarczało animacje dla zewnętrznych twórców.
| Tytuł                              | Rok            | Klient                            | Rola |
| jako E.G.I.C.F                     | jako E.G.I.C.F | jako E.G.I.C.F                    | jako E.G.I.C.F |
| ---------------------------------- | -------------- | --------------------------------- | --- |
| Ah Harimanada                      | 1992           | E&G Films                         | Sekwencje animacji (In-Between Animation)(E.G.I.C.F.; odc. 2-5), Szkic i Kolor (Trace and Paint)(E.G.I.C.F.; odc. 2-5)                               |
| jako JBCF                          |                |                                   | |
| Yaiba - legendarny samuraj         | 1993           | Pastel                            | Animacja końcowa (Finish Animation) (odc. 11, 17, 33), Sekwencje animacji (In-Between Animation) (odc. 11, 17)                                       |
| Slayers                            | 1995           | E&G Films                         | Animacja końcowa (Finish Animation) (odc. 7-26), Sekwencje animacji (In-Between Animation) (odc. 7-26)                                               |
| El-Hazard: The Wanderers           | 1995 - 1996    | AIC; E&G Films; Oniro             | Sekwencje animacji (In-Between Animation), Kolor (Paint)                                                                                             |
| Slayers Next                       | 1996           | E&G Films                         | Tła (Background Art) (odc. 2, 4, 6-8, 10-12, 14-26), Animacja końcowa (Finish Animation), Sekwencje animacji (In-Between Animation)                  |
| Bucket de Gohan                    | 1996           | Magic Bus                         | Animacja końcowa (Finish Animation) (odc. 5, 11, 16), Sekwencje animacji (In-Between Animation) (odc. 5, 11, 16                                      |
| El-Hazard 2: The Magnificent World | 1997           | AIC                               | Tła (Background Art) (odc. 1), Sekwencje animacji (In-Between Animation) (odc. 1), Paint (ep 1)                                                      |
| Rewolucjonistka Utena              | 1997           | J.C.Staff                         | Sekwencje animacji (In-Between Animation) (odc. 3), Farba i kolor (Ink & Paint) (odc. 3)                                                             |
| Slayers Try                        | 1997           | E&G Films                         | Tła (Backgrounds), Animacja końcowa (Finish Animation), Sekwencje animacji (In-Between Animation)                                                    |
| Fortune Quest L                    | 1997 - 1998    | E&G Films                         | Tła (Backgrounds), Animacja końcowa (Finish Animation); Sekwencje animacji (In-Between Animation) (24 odcinki)                                       |
| His and Her Circumstances          | 1998           | Gainax; J.C. Staff                | Digital Paint, Animacja końcowa (Finish Animation) (odc. 7, 12); Sekwencje animacji (In-Between Animation) (odc. 7, 12)                              |
| St. Luminous Mission High School   | 1998           | Triangle Staff                    | Sekwencje animacji (In-Between Animation) (odc. 5, 9)                                                                                                |
| Trigun                             | 1998           | Madhouse                          | Sekwencje animacji (In-Between Animation) (odc. 11); Paint (ep 11)                                                                                   |
| Lost Universe                      | 1998           | E&G Films                         | Animacja (Animation), Tła (Backgrounds), Animacja końcowa (Finish Animation)                                                                         |
| Totsugeki! Pappara-tai             | 1998 - 1999    | Magic Bus                         | Tła (Background Art) (odc. 23-24), Animacja końcowa (Finish Animation); Sekwencje animacji (In-Between Animation)                                    |
| Super Doll Licca-chan              | 1998 - 1999    | Madhouse; Group TAC; Studio Junio | Animacja końcowa (Finish Animation); Sekwencje animacji (In-Between Animation)                                                                       |
| Flint: The Time Detective          | 1998 - 1999    | Group TAC                         | Animacja końcowa (Finish Animation); Sekwencje animacji (In-Between Animation)                                                                       |
| Starship Girl Yamamoto Yohko       | 1999           | J.C.Staff                         | Animacja końcowa (Finish Animation); Sekwencje animacji (In-Between Animation)                                                                       |
| Gokudo                             | 1999           | Trans Arts                        | Tła (Backgrounds) (odc. 12-22 co najmniej), Animacja końcowa (Finish Animation) (7 odcinków), Sekwencje animacji (In-Between Animation) (7 odcinków) |
| Kakyūsei                           | 1999           | PP Project (PinkPineapple)        | Sekwencje animacji (In-Between Animation) |
| Bucky - The Incredible Kid         | 1999 - 2000    | Trans Arts                        | Tła (Backgrounds), Animacja końcowa (Finish Animation) (odc. 2, 10, 16, 20); Sekwencje animacji (In-Between Animation) (5 odcinków)                  |
| Now and Then, Here and There       | 1999 - 2000    | AIC                               | Sekwencje animacji (In-Between Animation) |
| Gate Keepers                       | 2000           | Gonzo                             | Tła (Backgrounds) |
| Inspector Fabre                    | 2000           | E&G Films                         | Digital Color (odc. 1), Sekwencje animacji (In-Between Animation) (odc. 1)                                                                           |
| Muteki Ō Tri-Zenon                 | 2000 - 2001    | E&G Films                         | Cyfrowe malowanie (Digital Paint), Sekwencje animacji (In-Between Animation) (18 episodes)                                                           |
| Sakura Wars: The Movie             | 2001           | Production I.G                    | Animacja końcowa (Finish Animation) |
| Memories Off                       | 2001 - 2002    | E&G Films                         | Tła (Backgrounds), Cyfrowe malowanie (Digital Paint) (odc. 1-3), Sekwencje animacji (In-Between Animation) (odc. 1-3)                                |
| Kirby: Right Back At Ya!           | 2001 - 2003    | Studio Sign                       | Tła (Backgrounds) |
| Nurse Me!                          | 2002           | AT-2 Project                      | Tła (Backgrounds) |
| Prince of Tennis                   | 2002           | Trans Arts; Production I.G        | Sekwencje animacji (In-Between Animation) (odc. 54)                                                                                                  |
| Wild 7 Another                     | 2002           | E&G Films                         | Tła (Backgrounds) (odc. 2-13), Cyfrowe malowanie (Digital Paint) (odc. 1-13), Sekwencje animacji (In-Between Animation) (odc. 1-13)                  |
| Gate Keepers 21                    | 2002           | Gonzo                             | Tła (Backgrounds) (odc. 1) |
| Genma Wars: Eve of Mythology       | 2002           | E&G Films                         | Tła (Backgrounds) (odc. 1-7, 9-13), Cyfrowe kolorowanie (Digital Color) (odc. 1, 5, 7-9), Sekwencje animacji (In-Between Animation) (odc. 1, 5, 7-9) |
| Barom One                          | 2002 - 2003    | E&G Films                         | Tła (Backgrounds) (odc. 2-5, 7-12), Cyfrowe malowanie (Digital Paint) (odc. 1-11), Sekwencje animacji (In-Between Animation) (odc. 1-11)             |